# Чагарники Північно-Західних Гаваїв
Чагарники Північно-Західних Гаваїв (ідентифікатор WWF: OC0703) — океанійський екорегіон тропічних та субтропічних луків, саван і чагарників, розташований на Гаваях.

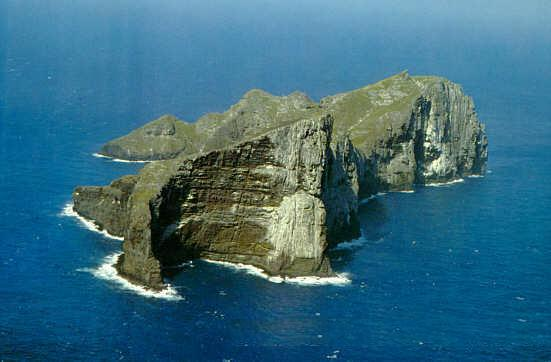
Острів Ніхоа

## Географія
Екорегіон чагарників Північно-Західних Гаваїв охоплює Підвітряні острови у північно-західній частині Гавайського архіпелагу. Цей ланцюг з 10 низьких безлюдних островів та атолів простягається на 1600 км на північний захід від високих вулканічних островів Гаваїв. Більшість островів регіону є частиною штату Гаваї, за винятком атола Мідвей, розташованого на північному заході регіону, який є одним із Зовнішніх малих островів США.
Північно-Західні Гавайські острови сформувалися приблизно 7-30 мільйонів років тому, коли Тихоокеанська плита повільно рухалася на захід/північний захід над Гавайською гарячою точкою. Виверження підводних вулканів призвели до формування Гавайсько-Імператорського підводного хребта, найвищі вершини якого стали вулканічними островами. Вулканічна активність на островах з часом припинилася, і острови піддалися вивітрюванню та осіли, перетворившись із високих вулканічних островів, схожих на сучасні головні Гавайські острови, на атоли або підводні скелі. Коралові рифи утворили шари коралових вапняків, що сформували бар'єрний риф навколо мілководної лагуни, на місці якої колись був центральний острів, а вітер, хвилі та припливи створили невеликі острівці з коралового піску.
Кожен із островів регіону перебуває на різній стадії ерозії. Ніхоа, Некер та Гарднер-Піннаклс є скелястими, базальтовими острівцями, які ще остаточно не зруйнувалися та не перетворилися на атоли. Лайсан та острів Лисянського — це невисокі піщані острови, які піддавалися ерозії довший час. Френч-Фрігейт-Шолс, Перл і Гермес, Мідвей та Куре є атолами.

## Флора
На більшості низьких атолів екорегіону рослинний покрив представлений невисокими чагарниками та галофітами (солестійкими рослинами), поширеними в прибережних районах та навколо лагун. Серед рослин, що зустрічаються на атолах Північно-Західних Гаваїв, слід відзначити жовтий портулак (Portulaca lutea), прибережний портулак (Sesuvium portulacastrum), гавайську лободу (Chenopodium oahuense), повзучу бурхавію (Boerhavia repens), мінливий гусятник (Eragrostis variabilis) та рідкісну оахську річкову коноплю (Sesbania tomentosa). Дерева на більшості островів регіону відсутні.
Загалом флора екорегіону вирізняється низьким різноманіттям, однак виражена ізоляція островів призвела до появи на них ендемічних видів рослин. На багатьох невеликих островах регіону зростають лише 1-2 види рослин, а на Ніхоа, найвищому острові з найрізноманітнішою біотою, зростає 20 місцевих видів рослин, з яких п'ять видів є ендеміками. Серед ендеміків Ніхоа слід відзначити ніхоуську віялову пальму (Pritchardia remota), яка раніше утворювала на острові пальмові ліси, та ніхоуську східею (Schiedea verticillata). Раніше на цьому острові зростала ендемічна щириця Брауна (Amaranthus brownii), однак наразі цей вид визнаний вимерлим. Ендемічний підвид гавайської гострянки або каманомано (Cenchrus agrimonioides var. laysanensis), який раніше зустрічався на островах Лайсан, Мудвей та Куре, не спостерігався з 1980 року і також визнаний вимерлим.

## Фауна
Північно-Західні Гаваї є важливим місцем розмноження для 18 видів морських птахів. На них щороку гніздиться 5,5 мільйонів птахів, а ще 14 мільйонів птахів відвідують їх сезонно. У сукупності вони утворюють найбільше скупчення колоній тропічних морських птахів у світі. Тут гніздиться 99 % світової популяції гавайських альбатросів (Phoebastria immutabilis), 98 % популяції чорноногих альбатросів (Phoebastria nigripes) та більша частина популяції гавайських качурок (Oceanodroma tristrami). Серед інших морських птахів, що розмножуються в екорегіоні, слід відзначити бонінських тайфунників (Pterodroma hypoleuca), тонкодзьобих бульверій (Bulweria bulwerii), клинохвостих буревісників (Ardenna pacifica), острівних буревісників (Puffinus nativitatis), червонохвостих фаетонів (Phaethon rubricauda), жовтодзьобих сул (Sula dactylatra), червононогих сул (Sula sula), білочеревих сул (Sula leucogaster), тихоокеанських фрегатів (Fregata minor), полінезійських крячків (Onychoprion lunatus), строкатих крячків (Onychoprion fuscatus), сірих крячків (Anous cerulea), бурих крячків (Anous stolidus), атолових крячків (Anous minutus) та білих крячків (Gygis alba). Величезні колонії морських птахів утворюють велику кількість гуано, яке містить поживні речовини та підтримує харчові ланцюги.
На островах Лайсан та Ніхоа мешкає кілька рідкісних ендемічних наземних птахів. Ендеміками Лайсану є лайсанські крижні (Anas laysanensis) та лайсанські гавайниці (Telespiza cantans), а ендеміками Ніхоа — нигойські гавайниці (Telespiza ultima). Гавайські очеретянки (Acrocephalus familiaris) раніше мешкали на обох островах, однак підвид, що був поширений на Лайсані, вимер на початку XX століття. Також в цей час вимерли два інших ендеміки Лайсану — лайсанські погоничі (Zapornia palmeri) та лайсанські апапани (Himatione fraithii). Причиною їх вимирання стало знищення природного середовища та поява на острові інтродукованих пацюків.
Єдиними місцевими ссавцями, що зустрічаються на островах екорегіону, є майже ендемічні гавайські тюлені-монахи (Neomonachus schauinslandi), які утворюють лежбища на океанічних пляжах. Ці ж пляжі є місцями, де відкладають яйця рідкісні зелені черепахи (Chelonia mydas).
На острові Ніхоа мешкають 35 ендемічних видів наземних членистоногих тварин, зокрема велетенські ніхойські цвіркуни (Thaumatogryllus conanti), ніхойські конусоголові коники (Banza nihoa) та ніхойські павуки (Nihoa mahina), а також 6 ендемічних видів наземних равликів.

## Збереження
Прості екосистеми екорегіону були значно порушені через появу на островах немісцевих видів — малих пацюків (Rattus exulans), кіз, кроликів, комах і рослин. Більша частина рослинності на островах Лайсан та Лисянського була знищена інтродукованими кроликами, що призвело до вимирання кількох видів рослин, однак після винищення кроликів рослинний покрив на них дещо відновився. На Ніхоа багато рослинності знищила інтродукована бродяча сарана (Schistocerca nitens). Щонайменше 80 видів інтродукованих комах продовжують впливати на місцеві види рослин і тварин. Морським птахам, які приносять поживні речовини в наземні екосистеми, загрожує ярусний лов, морське сміття, яке вони ковтають, інвазивні рослини, що замінюють чагарники, серед яких гніздяться птахи, та зміни клімату. Низькі острови регіону страждають від руйнівних тропічних циклонів, а час від часу їх накривають цунамі.
Всі острови екорегіону перебувають під охороною. У 2006 році була створена Національна пам'ятка Папаханаумокуакеа, яка захищає острови Північно-Західних Гаваїв та навколишні океанічні води, а у 2010 році вона була внесена до списку Світової спадщини ЮНЕСКО.